# Нагорний Юрій Андрійович
Ю́рій Андрі́йович Наго́рний (псевдонім — Ю.Мартюк), народився 1927 року в Україні, мешкає в окрузі Воррен, штат Нью-Джерсі, США. Український громадсько-політичний діяч, журналіст, перший голова ЦК ОДУМу (1953—1954), член ЦК УРДП, член УНРади, співробітник «Українських вістей», «Українського Прометея», «Наших позицій» та «Молодої України», за фахом — фармацевт.